# Caruso, storsångaren
Caruso, storsångaren (engelska: The Great Caruso) är en amerikansk biografisk film från 1951 i regi av Richard Thorpe. I titelrollen som operatenoren Enrico Caruso ses Mario Lanza. 

## Handling
Filmen handlar om den store operasångaren Enrico Carusos liv. 

## Rollista i urval
- Mario Lanza - Enrico Caruso
- Ann Blyth - Dorothy Benjamin
- Dorothy Kirsten - Louise Heggar
- Jarmila Novotna - Maria Selka
- Richard Hageman - Carlo Santi
- Carl Benton Reid - Park Benjamin
- Eduard Franz - Giulio Gatti-Casazza
- Ludwig Donath - Alfredo Brazzi
- Alan Napier - Jean de Reszke
- Pál Jávor - Antonio Scotti